# نافذة تامورية
النافذة التامورية أو نافذة التامور (بالإنجليزية: Pericardial window)‏، هو إجراء جراحي قلبي لإنشاء ناسور - أو «نافذة» - من التجويف التاموري إلى التجويف الجنبي.
الغرض من النافذة هو السماح لانصباب التامور (عادةً خبيث) بالتصريف من التجويف لتاموري المحيط بالقلب إلى تجويف الصدر المحيط بالرئتين - حيث لا يكون السائل بنفس الخطورة. يمكن أن يؤدي انصباب التامور غير المعالج إلى اندحاس قلبي و الموت.

## الإجراء
يتم تنفيذ النافذة من قبل جراح القلب الذي يصنع شقًا-عادةً تحت الناتئ الرهابي - ويفتح ثقبًا صغيرًا في التامور، وهو الغشاء المحيط بالقلب.
يقلل إجراء نافذة التامور من حدوث اندحاس التامور بعد العملية الجراحية والرجفان الأذيني الجديد بعد جراحة القلب المفتوح.

## روابط خارجية
- Cardiac Surgery in the Adult: Pericardial disease